# Michał Frydrych
Michał Frydrych (ur. 1980) – polski malarz, autor murali, environmentów, akcji artystycznych. Mieszka i pracuje w Warszawie.

## Wykształcenie
W latach 1999–2003 studiował filozofię na Uniwersytecie Warszawskim, następnie od 2002 malarstwo na warszawskiej Akademii Sztuk Pięknych, którą ukończył w 2007 (dyplom w pracowni Jarosława Modzelewskiego).
W 2006 w ramach pobytu stypendialnego studiował na Universität der Kunste w Berlinie w pracowni Daniela Richtera.

## Działalność artystyczna
Autor instalacji Pomnik Drutu Kolczastego przed warszawskim Muzeum Woli mającej na celu przypomnienie losu ofiar kryzysu na granicy polsko-białoruskiej.

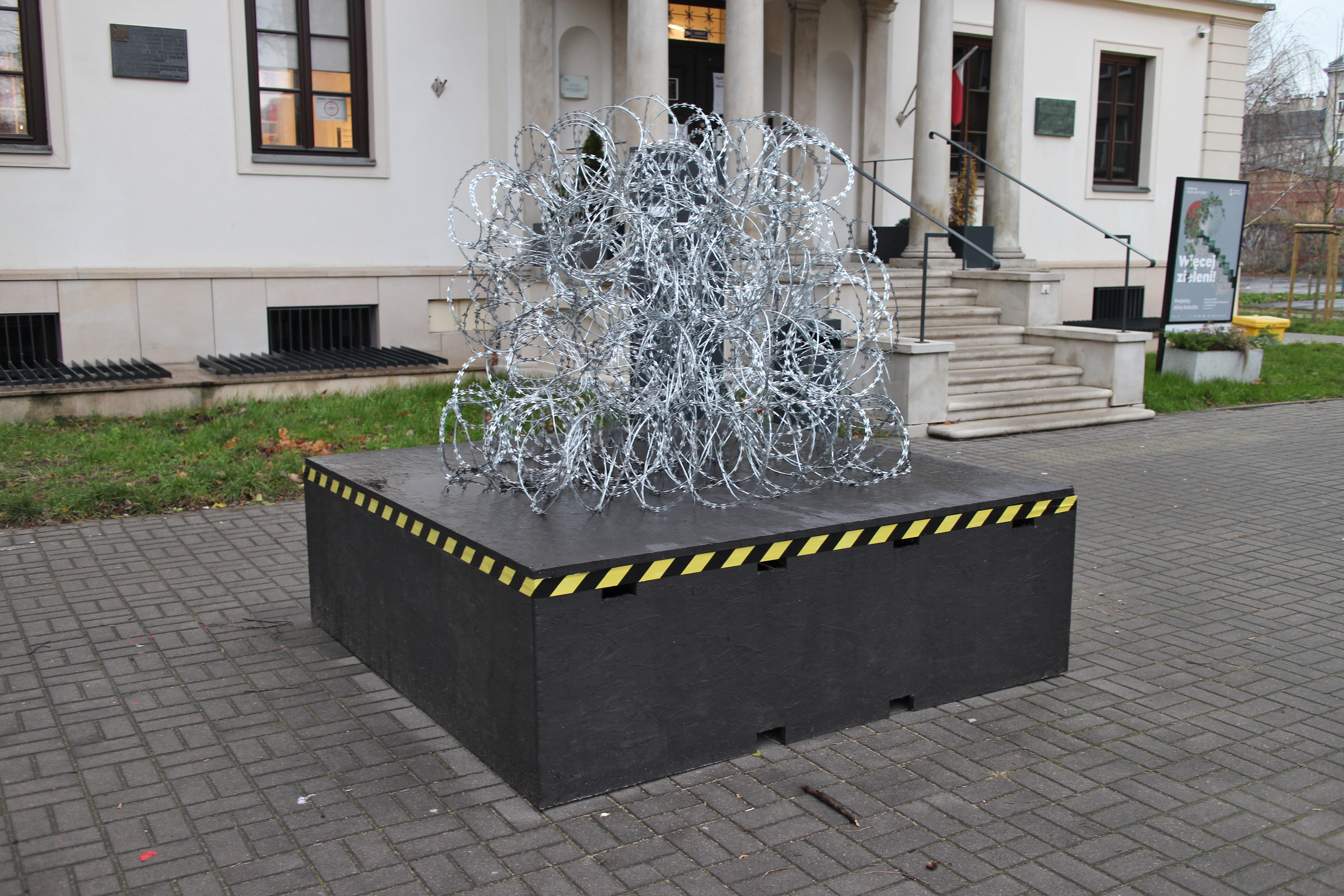
Pomnik Drutu Kolczastego przed Muzeum Woli w Warszawie

## Wybrane wystawy
- 2022 Taniec czarnego ognia, MOS Gorzów, Gorzów Wielkopolski
- 2020 Warszawa w Budowie 12, Muzeum Sztuki Nowoczesnej w Warszawie, Warszawa, PL
- 2014 Crimestory, CSW Znaki Czasu, Toruń
- 2013 Łagodne przejście od opowiadania do rzucania cienia, Miejsce Projektów Zachęty, Warszawa
- 2013 Zamienię obraz na tysiąc słów, CSW Zamek Ujazdowski, Warszawa
- 2012 Rzeźba w parku, rzeźba, Ursynów, Warszawa
- 2012 Mowomowa, Galeria 2.0, Warszawa
- 2012 Ceremoniał, CK Krasnoje Znamja, Sankt Petersburg
- 2012 Dlaczego nie wszyscy kochamy przygody? Opowieść o Janku Dziaczkowskim, CSW Zamek Ujazdowski, Warszawa
- 2012 Chora sztuka, Jerozolima, Warszawa
- 2011 Bluszcz, Witryna, Warszawa
- 2010 Próg, mural, Targówek, Warszawa
- 2009 Farbenlehre, Galeria Podlaska, Biała Podlaska
- 2009 Dekompresja, Galeria m2 [m kwadrat], Warszawa
- 2008 Trofeum, BWA Zielona Góra, wystawa zbiorowa
- 2008  Tribute to Wróblewski, Galeria Program, Warszawa; Galeria Pies, Poznań;
- 2008 MachtRaum, Studio Bühne FU, Berlin, wystawa zbiorowa
- 2008 mural w ramach projektu Mur Sztuki, Muzeum Powstania Warszawskiego, Warszawa
- 2008 Biennale Sztuki Młodych – Rybie Oko 5, BGSW, Galeria Kameralna, Słupsk, wystawa zbiorowa
- 2007 Dziura w całym, Galeria m2 [m kwadrat], Warszawa
- 2005 Psy wyprowadzamy wyłącznie na smyczy, mural, Warszawa
- 2005 Rozmowy Niekontrolowane, mural,  Warszawa